# Na Hae-ryung
Na Hae-ryung, auch unter dem Mononym Haeryung bekannt (* 11. November 1994 in Seoul) ist eine südkoreanische Sängerin und Schauspielerin. Ihren Durchbruch erlangte sie 2012 als Gründungsmitglied der Girlgroup EXID. Seit 2023 tritt sie unter dem Namen Handara auf.

## Leben
Na Hae-ryung war bereits seit ihrer Kindheit als Schauspielerin tätig und so unter anderem 2002 in der Fernsehserie Magic Kid Masuri zu sehen. Ihr Debüt gab sie ein Jahr zuvor in der Serie Dancing Girl Wawa. Zu ihren frühen Filmauftritten zählen Nebenrollen in der Komödie Once Upon a Time in a Battlefield von 2003 und die Horrorkomödie To Catch a Virgin Ghost aus dem Jahr 2004.
Ihr Debüt als Sängerin gab Na Hae-ryung im Februar 2012 als Gründungsmitglied der Girlgroup EXID. Kurz nach Erscheinen des Debütalbums Holla verließ sie die Gruppe jedoch im April 2012 nach nur zwei Monaten wieder, um sich anderen Projekten zu widmen. Im Juli 2013 wurde sie Mitglied der neuen Girlgroup Bestie, die 2016 ihren letzten Auftritt hatte und sich schließlich 2018 auflöste.
Neben ihrer Tätigkeit als Sängerin betätigte sich Na Hae-ryung weiterhin als Schauspielerin und war so in einer Vielzahl von südkoreanischen Fernsehserien zu sehen. So hatte sie 2015 einen Auftritt als Gaststar in einer Folge der Comedy-Serie Producer. 2016 spielte Na Hae-ryung ihre erste Hauptrolle als Jung Kkot-nim in 128 Folgen der Seifenoper My Mind’s Flower Rain. 2017 bis 2018 hatte sie außerdem eine Rolle als Jin Se Ra in 26 Folgen der Dramaserie Judge vs. Judge.
2015 trat Na Hae-ryung als Kandidatin in zwei Folgen der ersten Staffel der Musiksendung King of Mask Singer auf. 2018 beendete sie ihre Musikkarriere und legte nach einem Gastauftritt in der Fernsehserie Clean with Passion for Now 2019 auch eine vier Jahre andauernde Pause in der Schauspielerei ein. 2023 trat Na unter dem Künstlernamen Handara mit einer Gastrolle in der Serie The Escape of the Seven erstmals wieder in der Öffentlichkeit auf.

## Filmografie (Auswahl)
- 2001: Dancing Girl Wawa (Fernsehserie)
- 2002: Magic Kid Masuri (Fernsehserie)
- 2003: Once Upon a Time in a Battlefield (Hwangsanbul)
- 2004: To Catch a Virgin Ghost (Sisily 2km)
- 2013: Nine (Na-in: Ahop Beon-ui Sigan-yeohaeng; Fernsehserie, eine Folge)
- 2014: My Lovely Girl (Naegen Neomu Sarangseureoun Geunyeo; Fernsehserie, 16 Folgen)
- 2015: Producer (Peurodyusa; Fernsehserie, eine Folge)
- 2016: My Mind’s Flower Rain (TVsoseol Nae Maeumeui Kkotbi; Fernsehserie, 128 Folgen)
- 2017: The Universe’s Star (Uju-ui Byeoli; Fernsehserie, sechs Folgen)
- 2017: O! Banjiha Yeosindeuliya (Fernsehserie, 10 Folgen)
- 2017–2018: Judge vs. Judge (Ipan, Sapan; Fernsehserie, 26 Folgen)
- 2018: Takkookong (Miniserie)
- 2019: Clean with Passion for Now (Ildan Tteugeopge Cheongsohara; Fernsehserie, eine Folge)
- 2023: The Escape of the Seven (7in-ui talchul; Fernsehserie, eine Folge)